# Okotoks flyttblock

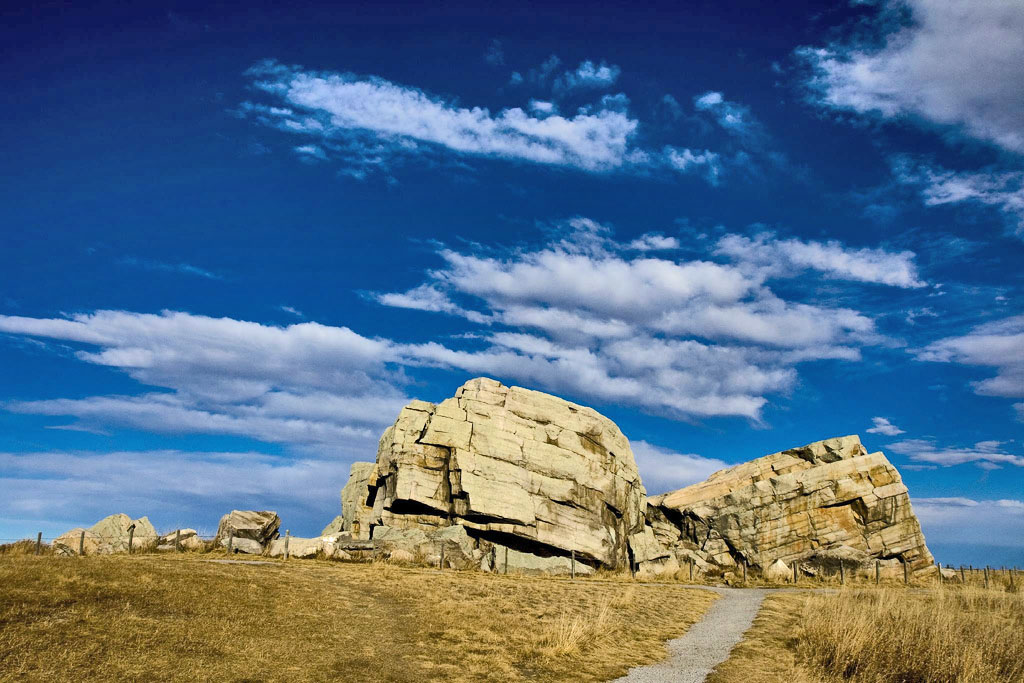
Okotoks flyttblock

Okotoks flyttblock även kallat Big Rock är ett stort flyttblock, som ligger mellan samhällena Okotoks och Black Diamond i provinsen Alberta i Kanada. Blocket som väger 15 000 ton, består av kvartsit och mäter 9*41*18 meter. Det är ett av världens största (kända) flyttblock. Det svenska  Botsmarks flyttblock är dock större.
Okotoks är en av tusentals stenar och block som ligger i Foothills Erratic Train, ett 580 kilometer långt smalt stråk från Athabascafloden till den östra delen av Montanas förberg. Det flyttades hit under den senaste istiden, för omkring 30 tusen år sedan, från bergen runt Jaspers nationalpark. Svartfotsindianerna använde flyttblocket som riktmärke när de skulle över floden Sheep River. Namnet Okotoks härstammar från okatok som betyder "sten" på deras språk.

## Legenden om Okotoks
Det finns flera utgåvor av legenden om Okotoks, men en låter så här: 
Svartfotsindianernas övernaturliga skojare Napi, hade lurat till sig en buffalopäls och solen och vinden ville straffa honom för det. Solen värmde så mycket att Napi gav pälsen till Okotoks och när vinden började att blåsa blev det så kallt att Napi vill ha den tillbaka. Trots Okotoks protester tar Napi pälsen från klippblocket och springer bort. Napi tror inte att Okotoks kan följa efter honom, men klippblocket rullar över prärier, raviner och floder. Nu ingriper svalorna, eller eventuellt fladdermössen, och spräcker  blocket i två bitar så att det stannar väster om det nutida samhället Okotoks.